# Луц Дітер Шмадель
Луц Дітер Шмадель (2 липня 1942, Берлін — 21 жовтня 2016) — німецький астроном і плідний відкривач астероїдів, який працював в Інституті астрономічних обчислень Гейдельберзького університету.
Спеціалізувався на астрометрії малих планет. Між 1960 і 1993 роками відкрив 245 малих планет. Був автором «Словника назв малих планет», довідника, що містить інформацію про відкриття та присвоєння назв астероїдам.
На його честь названо астероїд 2234 Шмадель, відкритий у 1977 році. Астероїд 8811 Вальтершмадель був названий на честь його батька Вальтера Шмаделя (1902—1944), який загинув під Сталінградом під час Німецько-радянської війни.

## Праці
- Dictionary of Minor Planet Names, Google books
- Dictionary of minor planet names (5th Edition). Springer Verlag, Berlin/Heidelberg 2003, ISBN 3-540-00238-3
- Dictionary of minor planet names (Addendum to the 5th Edition: 2003—2005). Springer Verlag, Berlin/Heidelberg 2006, ISBN 3-540-34360-1
- Dictionary of minor planet names (Addendum to the 5th Edition: 2006—2008). Springer Verlag, Berlin/Heidelberg 2006, ISBN 3-642-01964-1
- Dictionary of minor planet names (6th Edition). Springer Verlag, Berlin/Heidelberg 2012, ISBN 3-642-29717-X